# Tavant
Tavant est une commune française du département d'Indre-et-Loire, en région Centre-Val de Loire.

## Géographie

### Localisation
Tavant est une petite commune située à quelques kilomètres de L'Ile-Bouchard, Chinon et Azay-le-Rideau. Elle est à 53 km de Tours, au cœur du parc naturel régional Loire-Anjou-Touraine.
|         | Panzoult La Vienne |                |
| Sazilly | Tavant             | L'Île-Bouchard |
| Lémeré  | Brizay             |                |

### Hydrographie

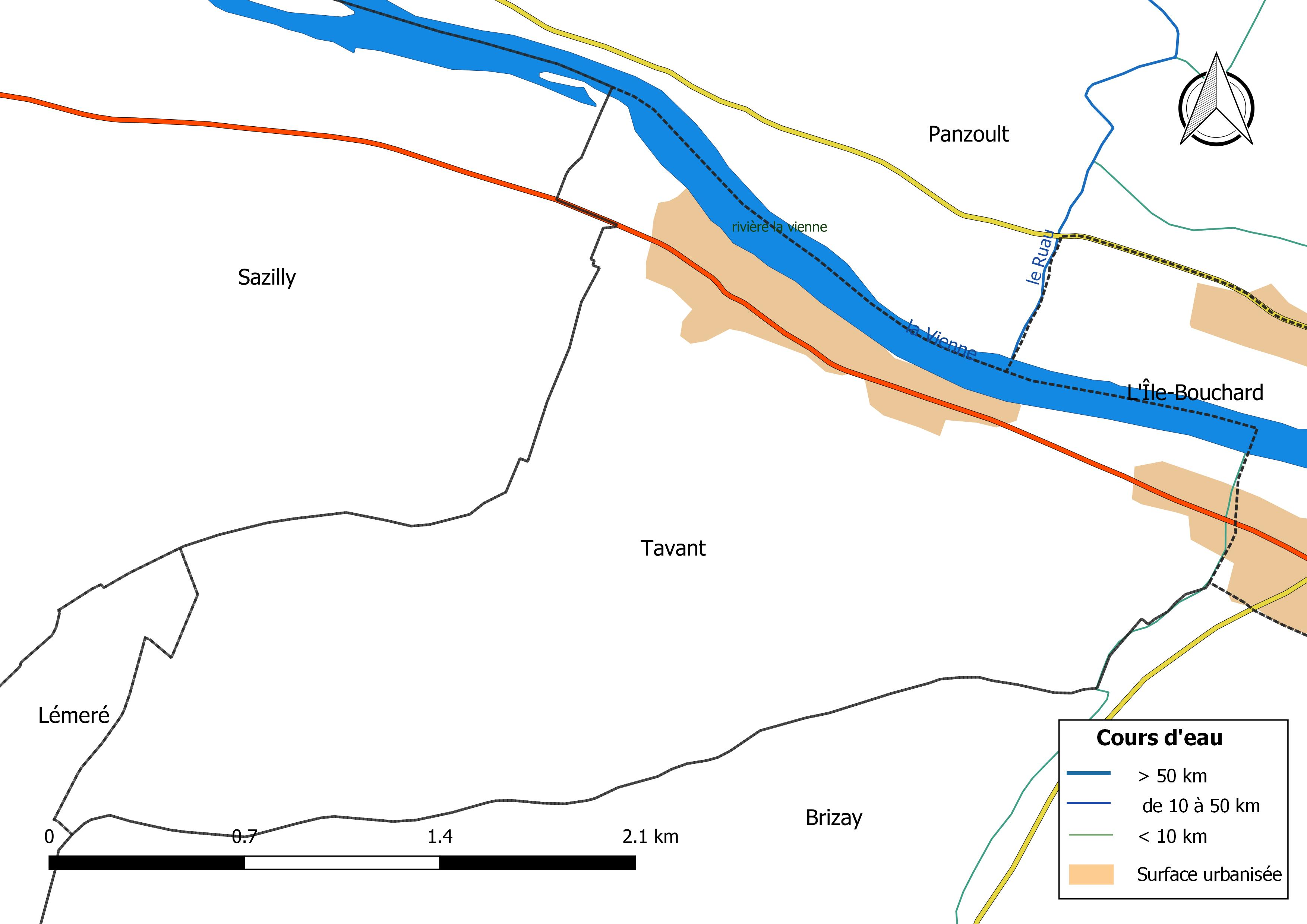
Réseau hydrographique de Tavant.

La commune est bordée sur son flanc nord-est par la Vienne (2,699 km). Le réseau hydrographique communal, d'une longueur totale de 3,62 km, comprend en outre un petit cours d'eau,.
La Vienne, d'une longueur totale de 363,3 km, prend sa source sur le plateau de Millevaches, dans la Creuse, à une altitude comprise entre 860 et 895 m et se jette  dans la Loire à Candes-Saint-Martin, à 30 m d'altitude, après avoir traversé 96 communes. La station de Nouâtre permet de caractériser les paramètres hydrométriques de la Vienne. Le débit mensuel moyen (calculé sur 61 ans pour cette station) varie de 60 m3/s au mois d'août  à 355 m3/s au mois de février. Le débit instantané maximal observé sur cette station est de 2 480 m3/s le 1er janvier 1962, la hauteur maximale relevée a été de 8,61 m le 8 janvier 1962,.
Sur le plan piscicole, la Vienne est classée en deuxième catégorie piscicole. Le groupe biologique dominant est constitué essentiellement de poissons blancs (cyprinidés) et de carnassiers (brochet, sandre et perche).

### Climat
Pour des articles plus généraux, voir Climat du Centre-Val de Loire et Climat d'Indre-et-Loire.
En 2010, le climat de la commune est de type climat océanique altéré, selon une étude du CNRS s'appuyant sur une série de données couvrant la période 1971-2000. En 2020, Météo-France publie une typologie des climats de la France métropolitaine dans laquelle la commune est toujours exposée à un climat océanique altéré et est dans la région climatique  Moyenne vallée de la Loire, caractérisée par une bonne insolation (1 850 h/an) et un été peu pluvieux. 
Pour la période 1971-2000, la température annuelle moyenne est de 11,8 °C, avec une amplitude thermique annuelle de 14,7 °C. Le cumul annuel moyen de précipitations est de 668 mm, avec 10,5 jours de précipitations en janvier et 6,3 jours en juillet. Pour la période 1991-2020, la température moyenne annuelle observée sur la station météorologique de Météo-France la plus proche, sur la commune de Ligré à 9 km à vol d'oiseau, est de 12,5 °C et le cumul annuel moyen de précipitations est de 653,1 mm,. Pour l'avenir, les paramètres climatiques de la commune estimés pour 2050 selon différents scénarios d'émission de gaz à effet de serre sont consultables sur un site dédié publié par Météo-France en novembre 2022.

## Urbanisme

### Typologie
Au 1er janvier 2024, Tavant est catégorisée commune rurale à habitat dispersé, selon la nouvelle grille communale de densité à sept niveaux définie par l'Insee en 2022.
Elle est située hors unité urbaine et hors attraction des villes,.

### Occupation des sols
L'occupation des sols de la commune, telle qu'elle ressort de la base de données européenne d’occupation biophysique des sols Corine Land Cover (CLC), est marquée par l'importance des territoires agricoles (88,2 % en 2018), une proportion identique à celle de 1990 (88,2 %). La répartition détaillée en 2018 est la suivante : 
terres arables (85,5 %), zones urbanisées (8,1 %), eaux continentales (3,7 %), cultures permanentes (1,6 %), prairies (1,1 %). L'évolution de l’occupation des sols de la commune et de ses infrastructures peut être observée sur les différentes représentations cartographiques du territoire : la carte de Cassini (XVIIIe siècle), la carte d'état-major (1820-1866) et les cartes ou photos aériennes de l'IGN pour la période actuelle (1950 à aujourd'hui).

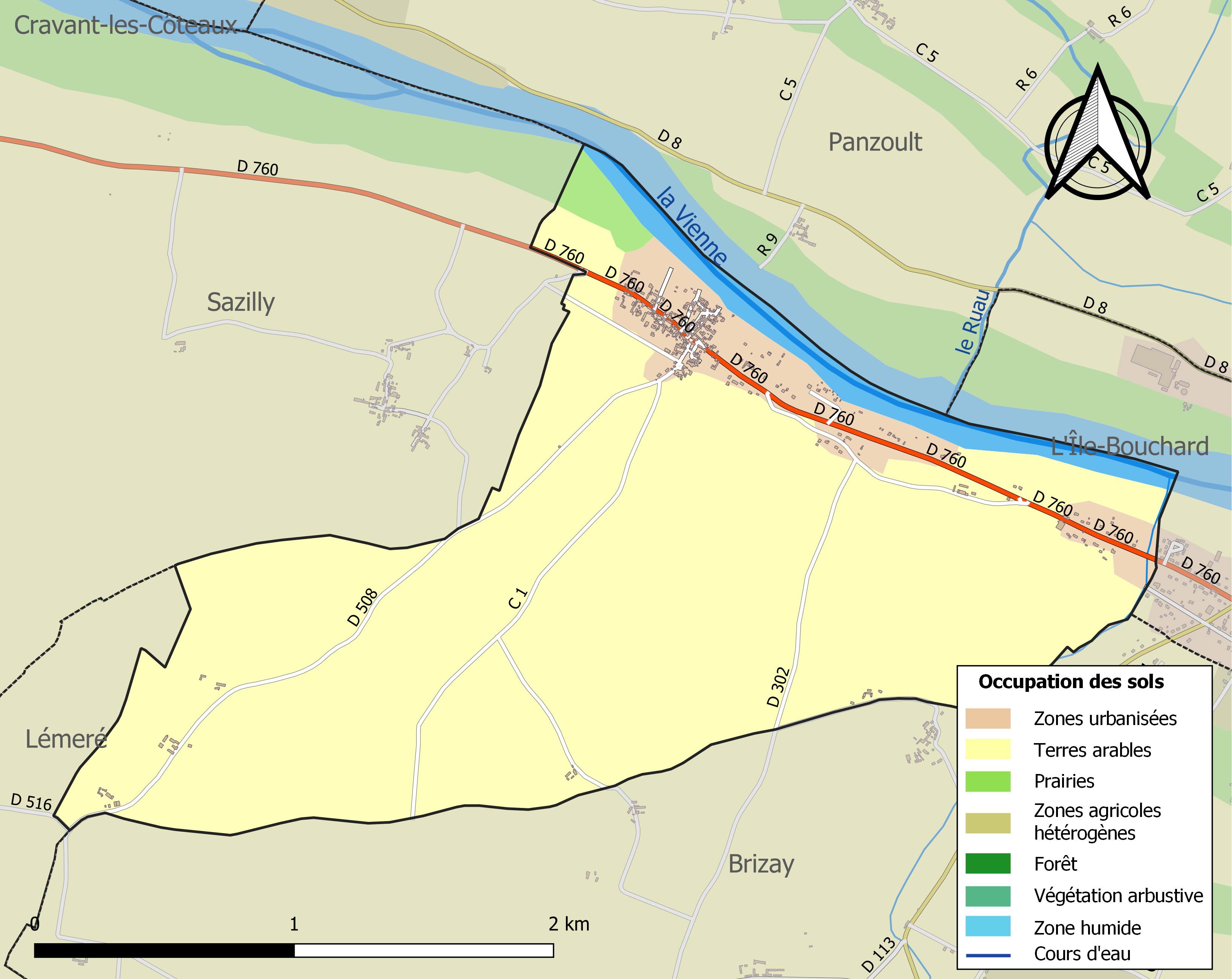
Carte des infrastructures et de l'occupation des sols de la commune en 2018 (CLC).

### Risques majeurs
Le territoire de la commune de Tavant est vulnérable à différents aléas naturels : météorologiques (tempête, orage, neige, grand froid, canicule ou sécheresse), inondations et séisme (sismicité faible). Il est également exposé à un risque technologique, le risque nucléaire. Un site publié par le BRGM permet d'évaluer simplement et rapidement les risques d'un bien localisé soit par son adresse soit par le numéro de sa parcelle.

#### Risques naturels
Certaines parties du territoire communal sont susceptibles d’être affectées par le risque d’inondation par débordement de cours d'eau, notamment le Ruau et la Vienne. La commune a été reconnue en état de catastrophe naturelle au titre des dommages causés par les inondations et coulées de boue survenues en 1982 et 1999,.

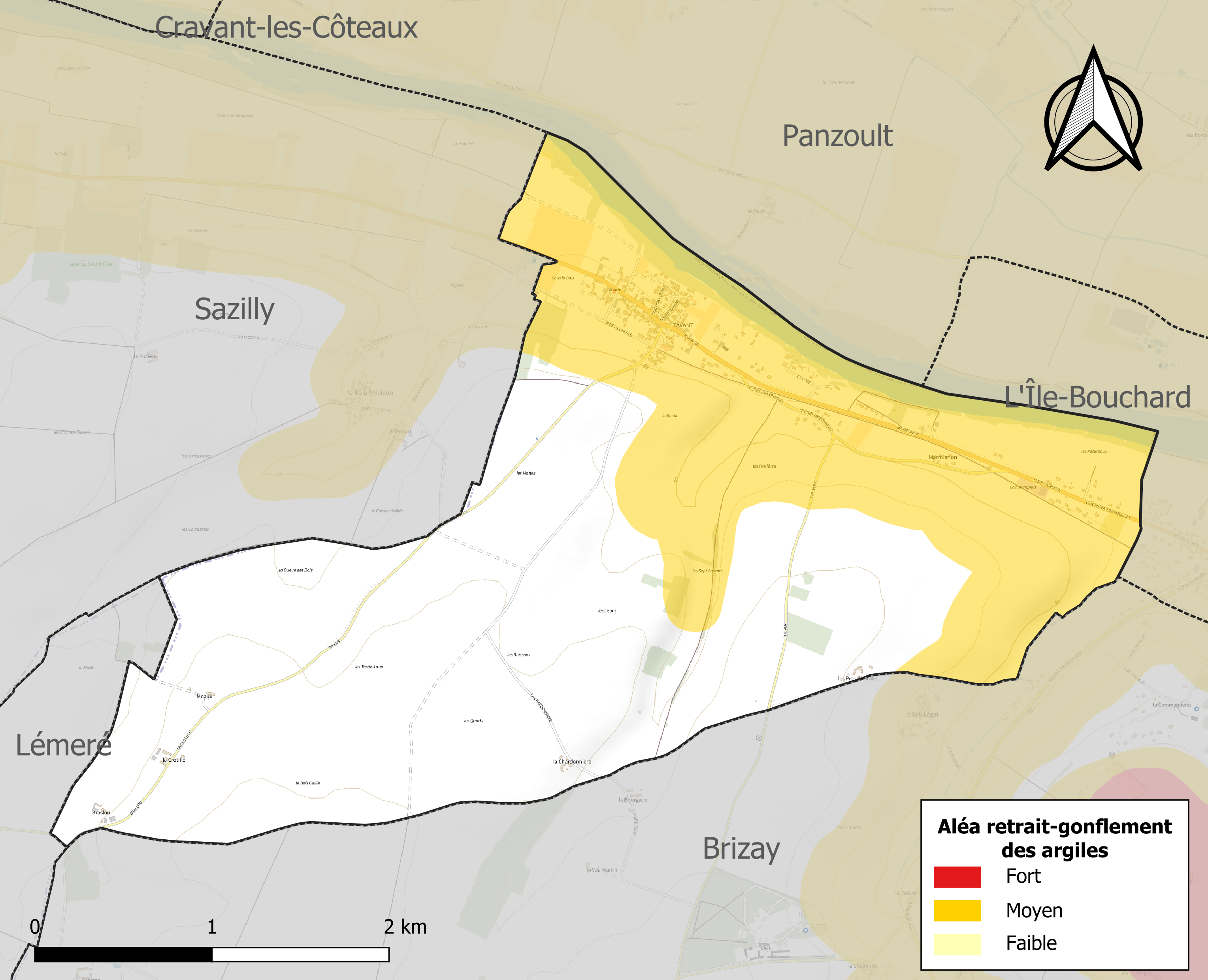
Carte des zones d'aléa retrait-gonflement des sols argileux de Tavant.

Le retrait-gonflement des sols argileux est susceptible d'engendrer des dommages importants aux bâtiments en cas d’alternance de périodes de sécheresse et de pluie. 39,5 % de la superficie communale est en aléa moyen ou fort (90,2 % au niveau départemental et 48,5 % au niveau national). Sur les 165 bâtiments dénombrés sur la commune en 2019, 155 sont en aléa moyen ou fort, soit 94 %, à comparer aux 91 % au niveau départemental et 54 % au niveau national. Une cartographie de l'exposition du territoire national au retrait gonflement des sols argileux est disponible sur le site du BRGM,.
Concernant les mouvements de terrains, la commune a été reconnue en état de catastrophe naturelle au titre des dommages causés par des mouvements de terrain en 1999.

#### Risques technologiques
En cas d’accident grave, certaines installations nucléaires sont susceptibles de rejeter dans l’atmosphère de l’iode radioactif. La commune étant située dans le périmètre immédiat de 5 km autour de la centrale nucléaire de Chinon, elle est exposée au risque nucléaire. À ce titre les habitants de la commune ont bénéficié, à titre préventif, d'une distribution de comprimés d’iode stable dont l’ingestion avant rejet radioactif permet de pallier les effets sur la thyroïde d’une exposition à de l’iode radioactif. En cas d'incident ou d'accident nucléaire, des consignes de confinement ou d'évacuation peuvent être données et les habitants peuvent être amenés à ingérer, sur ordre du préfet, les comprimés en leur possession.

## Histoire

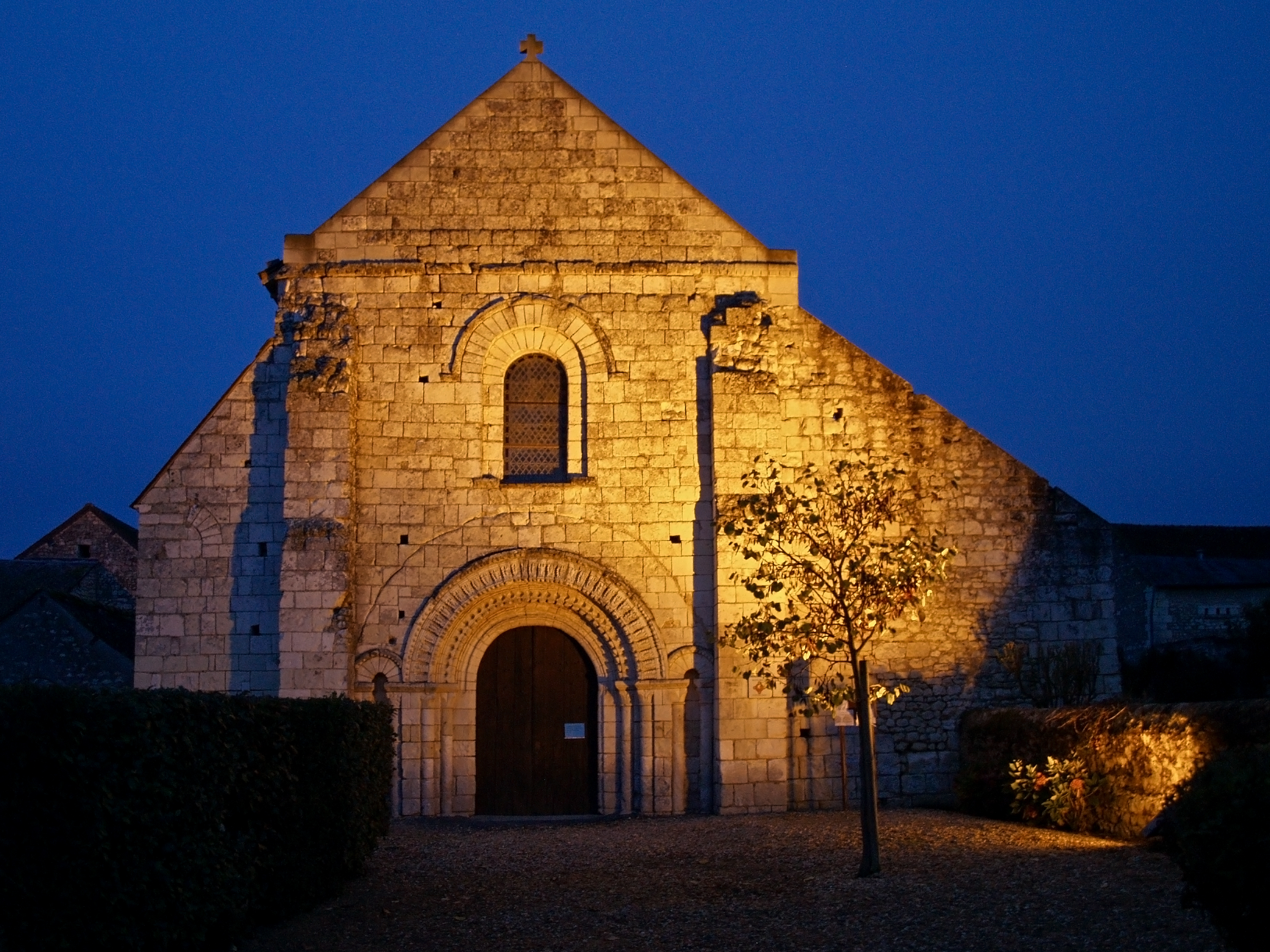
L'église romane Saint-Nicolas.

Tavant est un lieu très ancien. En 1997, on a retrouvé un site néolithique et un site gallo-romain. Ce second site dispose notamment d'une nécropole, attribuable à l'époque antique. Les prospections réalisées au sein de ce complexe funéraire à la fin des années 1990, ont permis de dégager 26 sépultures. La plupart de ces tombes ont livré un mobilier relativement important.
Pour ce qui est du haut Moyen Âge, la première mention de Tavant apparaît sous le nom de « Villa Tavennis » dans une charte de l’abbaye de Marmoutier.
Le prieuré Notre-Dame fondé en 987 par Thibault de L'Ile est donné à l’abbaye de Marmoutier, acte confirmé par une charte de 1020 signé de Bouchard II, seigneur de l’Ile-Bouchard.
Ce dernier eut trois fils : Hugues, Aimery et Geoffroy Fuel. À la mort d’Hugues, Aimery devint tuteur de son fils, Bouchard III. Au bout de dix ans, Aimery entra dans les ordres et confia la tutelle à Geoffroy Fuel. Devenu majeur, Bouchard III réclama son héritage à son oncle qui le lui refusa. Alors Bouchard III leva des troupes et incendia le prieuré de Tavant, aux environs de 1070. Marmoutier demanda réparation à Bouchard III qui, pris de remords, concéda la moitié des terres du bourg voisin de Rivière alors en sa possession.

### Héraldique
| Blason de Tavant | Les armes de Tavant se blasonnent ainsi : D'argent à la main dextre appaumée de gueules mouvant de la pointe senestre, tenant entre son pouce et son majeur une tige de ferronnerie terminée par quatre volutes de sable. |

## Politique et administration
| Période                                  | Période   | Identité          | Étiquette | Qualité |
| ---------------------------------------- | --------- | ----------------- | --------- | ------- |
| mars 1977                                | mars 2008 | Jeannine Regis    |           |         |
| mars 2008                                | mai 2020  | Bernard Marché    | DVD       | Cadre   |
| mai 2020                                 | En cours  | Jacky Cornillault |           |         |
| Les données manquantes sont à compléter. |           |                   |           |         |

## Démographie
L'évolution du nombre d'habitants est connue à travers les recensements de la population effectués dans la commune depuis 1793. Pour les communes de moins de 10 000 habitants, une enquête de recensement portant sur toute la population est réalisée tous les cinq ans, les populations de référence des années intermédiaires étant quant à elles estimées par interpolation ou extrapolation. Pour la commune, le premier recensement exhaustif entrant dans le cadre du nouveau dispositif a été réalisé en 2005.

En 2022, la commune comptait 267 habitants, en évolution de +0,75 % par rapport à 2016 (Indre-et-Loire : +1,67 %, France hors Mayotte : +2,11 %).
| 1793 | 1800 | 1806 | 1821 | 1831 | 1836 | 1841 | 1846 | 1851 |
| ---- | ---- | ---- | ---- | ---- | ---- | ---- | ---- | ---- |
| 243  | 236  | 233  | 252  | 300  | 288  | 261  | 250  | 254  |

| 1856 | 1861 | 1866 | 1872 | 1876 | 1881 | 1886 | 1891 | 1896 |
| ---- | ---- | ---- | ---- | ---- | ---- | ---- | ---- | ---- |
| 261  | 240  | 243  | 250  | 252  | 246  | 242  | 245  | 250  |

| 1901 | 1906 | 1911 | 1921 | 1926 | 1931 | 1936 | 1946 | 1954 |
| ---- | ---- | ---- | ---- | ---- | ---- | ---- | ---- | ---- |
| 219  | 242  | 255  | 224  | 236  | 220  | 194  | 192  | 197  |

| 1962 | 1968 | 1975 | 1982 | 1990 | 1999 | 2005 | 2006 | 2010 |
| ---- | ---- | ---- | ---- | ---- | ---- | ---- | ---- | ---- |
| 224  | 202  | 189  | 218  | 227  | 238  | 241  | 239  | 262  |

| 2015 | 2020 | 2022 | - | - | - | - | - | - |
| ---- | ---- | ---- | - | - | - | - | - | - |
| 266  | 264  | 267  | - | - | - | - | - | - |

## Patrimoine religieux
L'église paroissiale Saint-Nicolas est classée dès 1908 comme monument historique. Cette église romane datant de la fin du XIe siècle comporte des fresques peintes dans le chœur. Ces fresques, redécouvertes et restaurées, racontent l'histoire de l'Enfance du Christ. Le Christ en Majesté, entouré d'une mandorle, siège au milieu de ces scènes peintes, encadré par un cortège d'anges.
La crypte, datant vraisemblablement du XIIe siècle, est redécouverte vers 1862. Elle possède de remarquables fresques, ayant fait l'objet de plusieurs restaurations au cours du XXe siècle afin de préserver ce patrimoine religieux d'une qualité exceptionnelle.
Les peintures de Tavant sont incontestablement un des chefs-d’œuvre de la peinture romane en France.

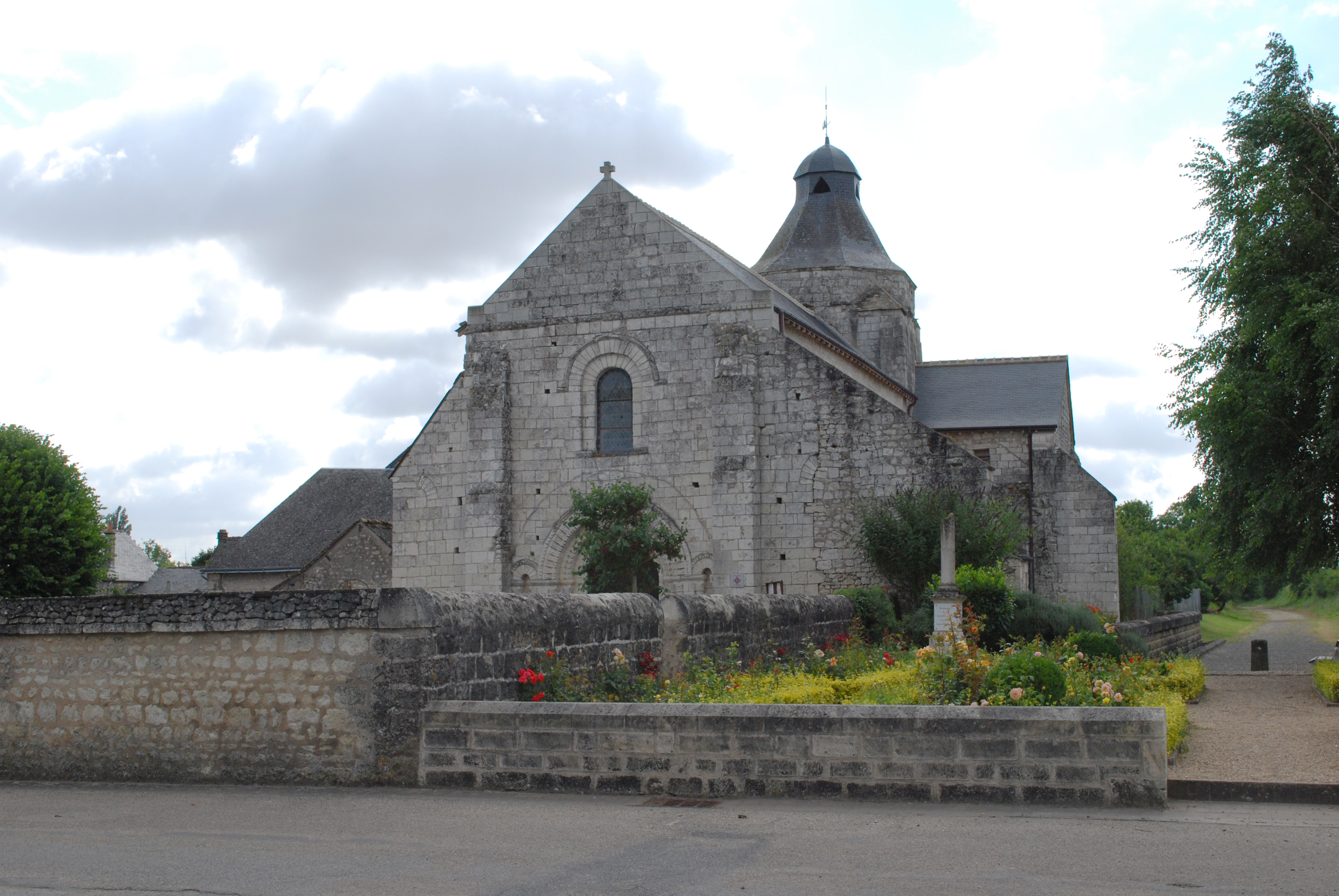
Église paroissiale Saint-Nicolas.
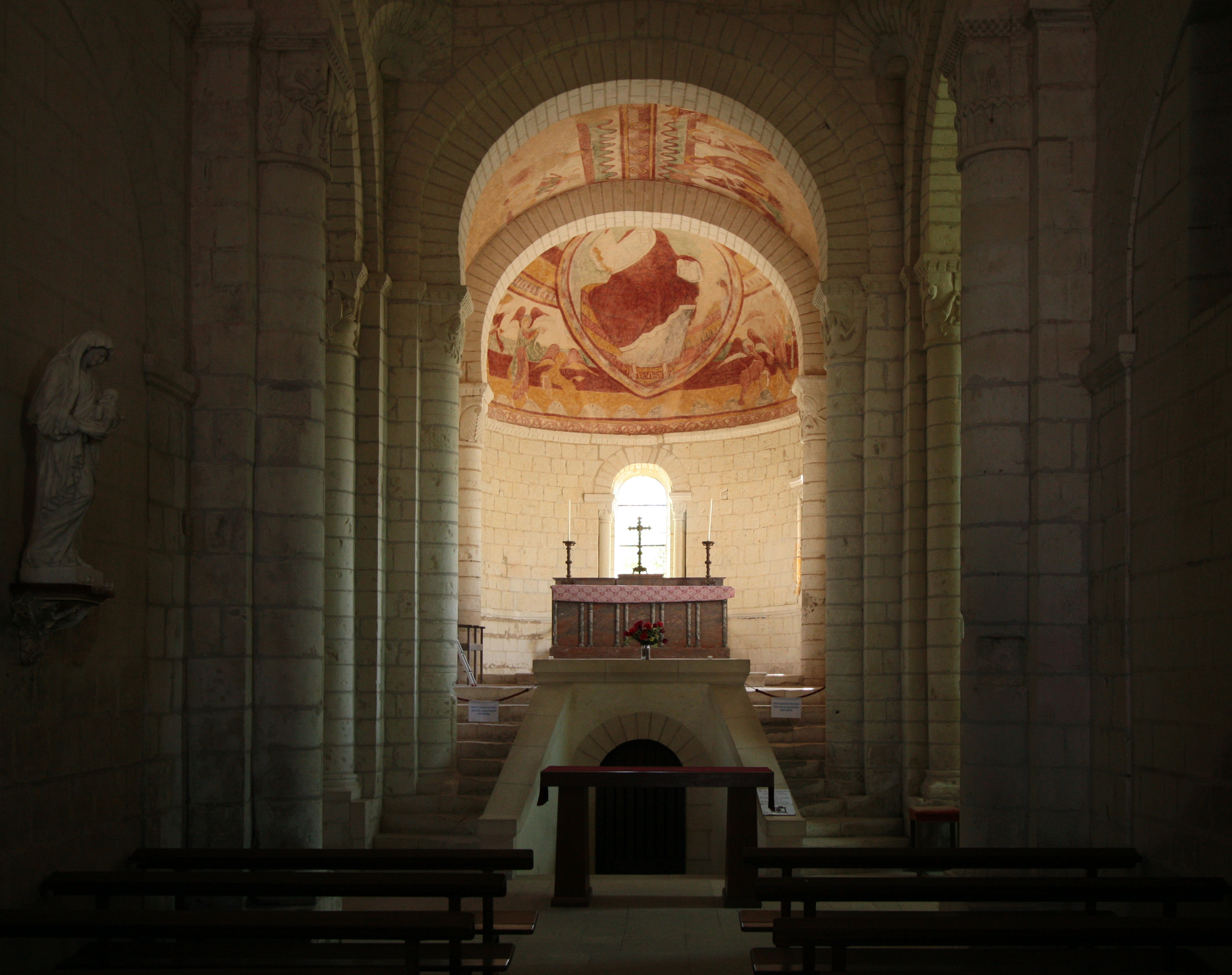
Fresques.
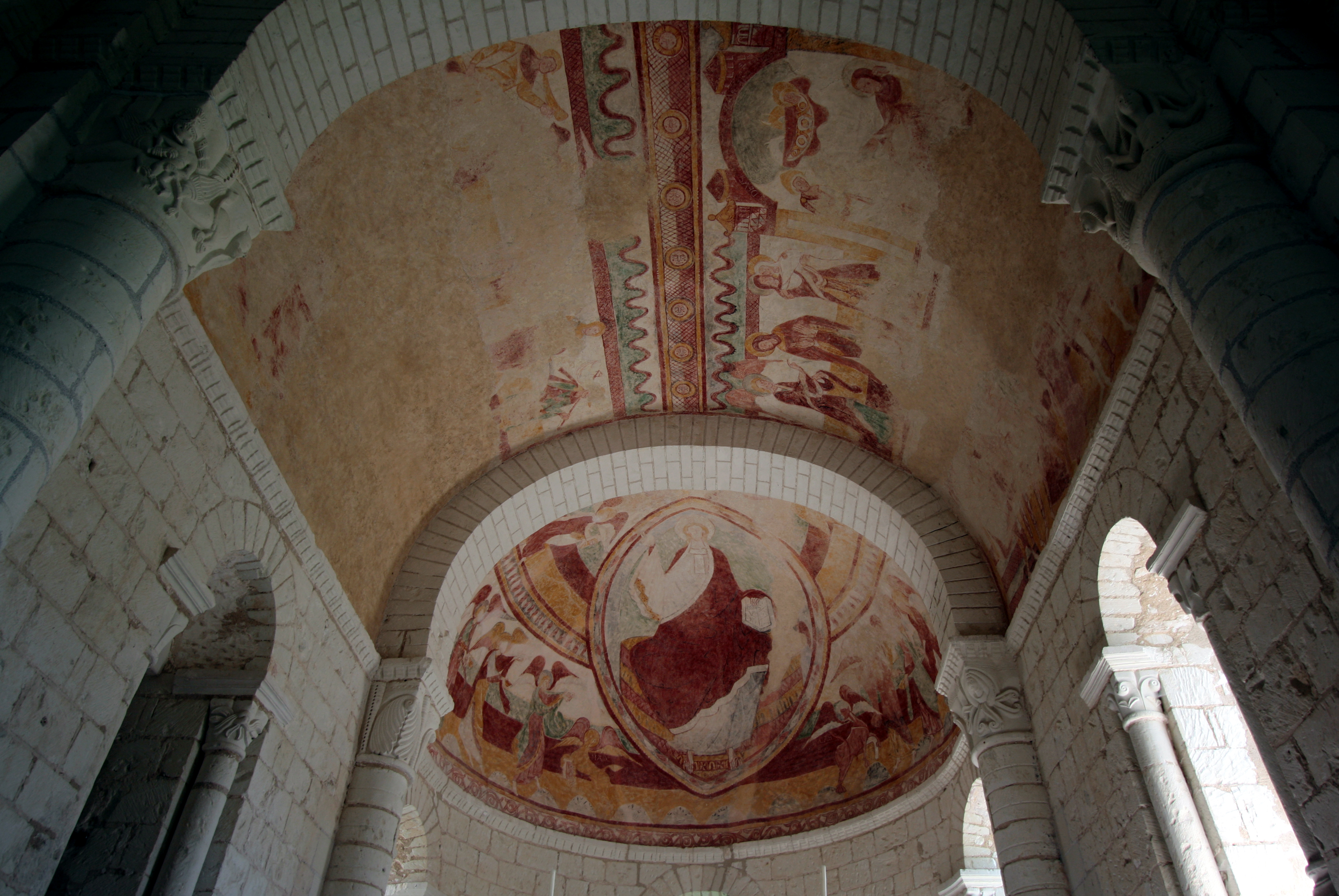
Fresques.

## Tourisme
L'ancienne gare de Tavant avec son ancienne voie ferrée a disparu, mais elle est aujourd'hui souvent fréquentée par les cyclistes. Cette voie verte conduit jusqu'à l'ancienne gare de l'Île-Bouchard, devenu le musée du Bouchardais. Vers l'Ouest (Chinon) l'ancienne voie ferrée n'a pas été réhabilité en voie verte Elle est devenue quasi-invisible, noyée dans les cultures et les parcelles de vignes. Quelques vestiges persistent, comme des ponceaux.

## Philatélie
En 1997, un timbre en taille douce de 53 mm x 40 mm, d'une valeur faciale de 6,70 F. est émis. Il représente un fragment de fresque de l'église.